# Guvernoratul Rif Dimashq

Localizarea guvernoratului în Siria

Guvernoratul Rif Dimashq (în arabă: محافظة ريف دمشق, Muḥāfaẓat Rīf Dimashq) este un guvernorat în partea sud-vestică a Siriei, fiind situat la granița cu Libanul la vest și cea cu Iordania la sud.